# Skálmöld
Skálmöld je islandská viking/folk metalová skupina pocházející z Reykjavíku, která byla založena v srpnu 2009. Jejich název, dal by se volně přeložit jako „věk mečů“ nebo také jako „bezpráví“, odkazuje na islandskou historii, přesněji éru Sturlungů, kdy vypukla občanská válka mezi rodinnými klany v polovině 13. století.

## Životopis
Zakladatelé Snaebjörn Ragnarsson a Björgvin Sigurdsson, kteří byli přátelé již od dětství, hráli spolu v několika death metalových a punkových projektech. Ale až teprve v roce 2009 se rozhodli, že si založí vlastní kapelu. Zbylí členové (Gunnar Ben, Jón Geir Jóhannsson, Baldur Ragnarsson, Thráinn Árni Baldvinsson) byli již také nějakou dobu aktivní na islandské hudební scéně. Původně měli všichni členové hru ve skupině pouze jako koníček, nakonec se ale všichni shodli na tom, že nahrají album, než budou na to příliš „staří“. Kontaktovali tedy většinu nahrávacích společností na Islandu, avšak nikde o ně neměli zájem. Až nakonec kapela podepsala smlouvo v listopadu 2010 na Faerských ostrovech u společnosti Tutl, kde nahráli tedy nahráli své debutové album Baldur. Album se prodávalo pouze na Islandu a Faerských ostrovech. Až o půl roku později, v dubnu 2011, podepsali smlouvu u Napalm Records a CD Baldur se v srpnu začalo prodávat po celém světě.
Akt, kdy podepsali smlouvu Napalm Records, Skálmöld pomohlo ke své popularitě, téhož roku byli pozváni na festival Wacken Open Air a na Heidenfest 2011 tour.
Své druhé album začala skupina nahrávat 13. dubna 2012, nesoucí název Börn Loka, které bylo vydané v říjnu téhož roku.
V listopadu 2013 vystupovali Skálmöld na několika koncertech s Islandským symfonickým orchestrem v koncertní hale Harpa v Reykjavíku. Koncertní album a k tomu doprovodné video bylo vydané 17. prosince 2013.

## Hudební styl
Zpočátku hráli Skálmöld tradiční islandskou hudbu kombinovanou s metalem. Původně měla totiž kapela v plánu hrát i na tradiční lidové nástroje. Na skupinu měla veliký vliv spousta slavných skupin, jako například Metallica, Iron Maiden, Anthrax, Slayer, Amon Amarth, ale také i jeden z nejznámějších islandských klasických skladatelů Jón Leifs.
Texty písni píše Snaebjörn Ragnarsson v islandštině a jsou inspirované severskou mytologii, islandskými ságami a v některých případech i norskou poezií.

## Diskografie

### Studiová alba
- 2010: Baldur
- 2011: Börn Loka
- 2014: Með vættum
- 2016: Vögguvísur Yggdrasils
- 2018: Sorgir
- 2023: Ýdalir

### Živé nahrávky
- 2013: Skálmöld og Sinfóníuhljómsveit Íslands

## Členové
- Björgvin Sigurdsson - zpěv, kytara
- Baldur Ragnarsson - zpěv, kytara
- Snaebjörn Ragnarsson - basová kytara
- Tráinn Árni Baldvinsson - kytara
- Gunnar Ben - klávesy, hoboj, zpěv
- Jón Geir Jóhannsson - bicí, zpěv